# Mark Brain
Mark Brain nascido a 30 de Janeiro de 1978 na cidade de Paderborn, Alemanha, é DJ e Produtor de música electrónica (House, Electro, Progressive).
Até agora tem produzido os primeiros singles em conjunto com Voltaxx e publicado os seus discos através da Alphabet City.
Brain é também conhecido como Brain Inc. juntamente com Voltaxx e as suas produções são publicadas com a Shallpark Recordings. Desde 2002 que Mark tem sido responsável pelos testes técnicos do Jornal de Comércio Alemão nos eventos gastronómicos. Ele testa também equipamentos novos de DJ para os consumidores  da vida nocturna e escreve o respectivo relatório.
Mark Brain tocou ainda em duas estações de rádio: Bfbs Radio 1, Sunshine Live e a Radio Eins Live durante cinco anos, participando também como convidado no programa de TV da estrela alemã de culinária, Ralf Zacherl (ProSieben). Ficou classificado em 175º lugar na lista mundial através de votação oficial DJ Mag voting, em 2005.

## Discografia

### Singles
- 2009 - Mark Brain - Datacity (Turning Wheel)
- 2004 - Brain Inc. - The Orange Theme (Schallpark)
- 2003 - Mark Brain - Ease the pressure / Los Ninos del parque (Alphabet City)
- 2003 - Brain Inc. - Running Man (Schallpark)
- 2002 - Mark Brain - Radical (Alphabet City)
- 2001 - Mark Brain - Stonehenge (Alphabet City)
- 2000 - Mark Brain & Tom Mayah - Basepower (4 the music)
- 2000 - Mark Brain & Tom Mayah - Step Tech
- 2000 - Mark Brain & Tom Mayah - Union Crowd Theme

### Misturas
- 2010 - Mr.Root vs Victor Simonelli ft. Sunset People - Dreaming ain't enough (Mark Brain & Meirich TechHouse RMX)
- 2009 - Trilogy Project vs Angelstar - Last Night (Mark Brain & Meirich Woosh Dub)
- 2001 - Powell - I am ready (Mark Brain Remix)
- 2001 - Badlands - Let them know (Mark Brain & Tom Mayah Remix)
- 2000 - The Groove Town Gang - Ain't no mountain high enough (Mark Brain & Tom Mayah Clubbin' Mix)